# The Wiz
The Wiz är en musikal med premiär i Baltimore 1974, och är en Motownversion av Trollkarlen från Oz som handlar om flickan Dorothy och hennes resa efter det att en tornado fört henne till landet Oz. Där ska hon försöka finna trollkarlen som hon tror kan hjälpa henne att komma hem igen. På vägen träffar hon fågelskrämman som saknar en hjärna, plåtmannen som saknar ett hjärta och lejonet som saknar mod. Tillsammans tar de den gyllene vägen till trollkarlen, men det ska visa sig att den kantas av många faror och hinder.